# FK Csíkszereda Miercurea Ciuc
Der FK Csíkszereda Miercurea Ciuc ist ein rumänischer Fußballverein aus Miercurea Ciuc im Kreis Harghita. Er spielt seit 2025 in der Liga I, der höchsten rumänischen Fußballliga.

## Geschichte
Das Team wurde 1904 gegründet und ist derzeit der älteste Fußballverein, der noch in den ersten drei Ligen Rumäniens aktiv ist. Der aktuelle Name des Teams ist eine Verschmelzung des ungarischen bzw. des rumänischen Namens der Stadt, wobei Miercurea Ciuc eine Mehrheit der Szekler-Bevölkerung hat, aber der Verein kommuniziert im öffentlichen Raum nur auf Ungarisch. 2013 ging der Verein eine Partnerschaft mit dem ungarischen Puskás Akadémia FC ein, durch die sie die Szeklerland Football Academy gründeten. In der Saison 2018/19 erreichte die Mannschaft neben dem Aufstieg in die Zweitklassigkeit auch das Viertelfinale im nationalen Pokal. Die A-Jugend (U-19) des Vereins qualifizierte sich 2022 für die UEFA Youth League und schied dort in der 1. Runde gegen Galatasaray Istanbul (1:1, 0:4) aus.

## Stadion
Der Verein trägt seine Heimspiele in der 4000 Zuschauer fassenden Erős Zsolt Arèna in Miercurea Ciuc aus.